# Guitarra exoclavata
Guitarra exoclavata är en svampdjursart som först beskrevs av Claude Lévi 1993.  Guitarra exoclavata ingår i släktet Guitarra och familjen Guitarridae.
Artens utbredningsområde är Nya Kaledonien. Inga underarter finns listade i Catalogue of Life.